# Panne du système de la Federal Aviation Administration de 2023 aux États-Unis
 (juillet 2023).
Le contenu est difficilement compréhensible vu les erreurs de traduction, qui sont peut-être dues à l'utilisation d'un logiciel de traduction automatique.

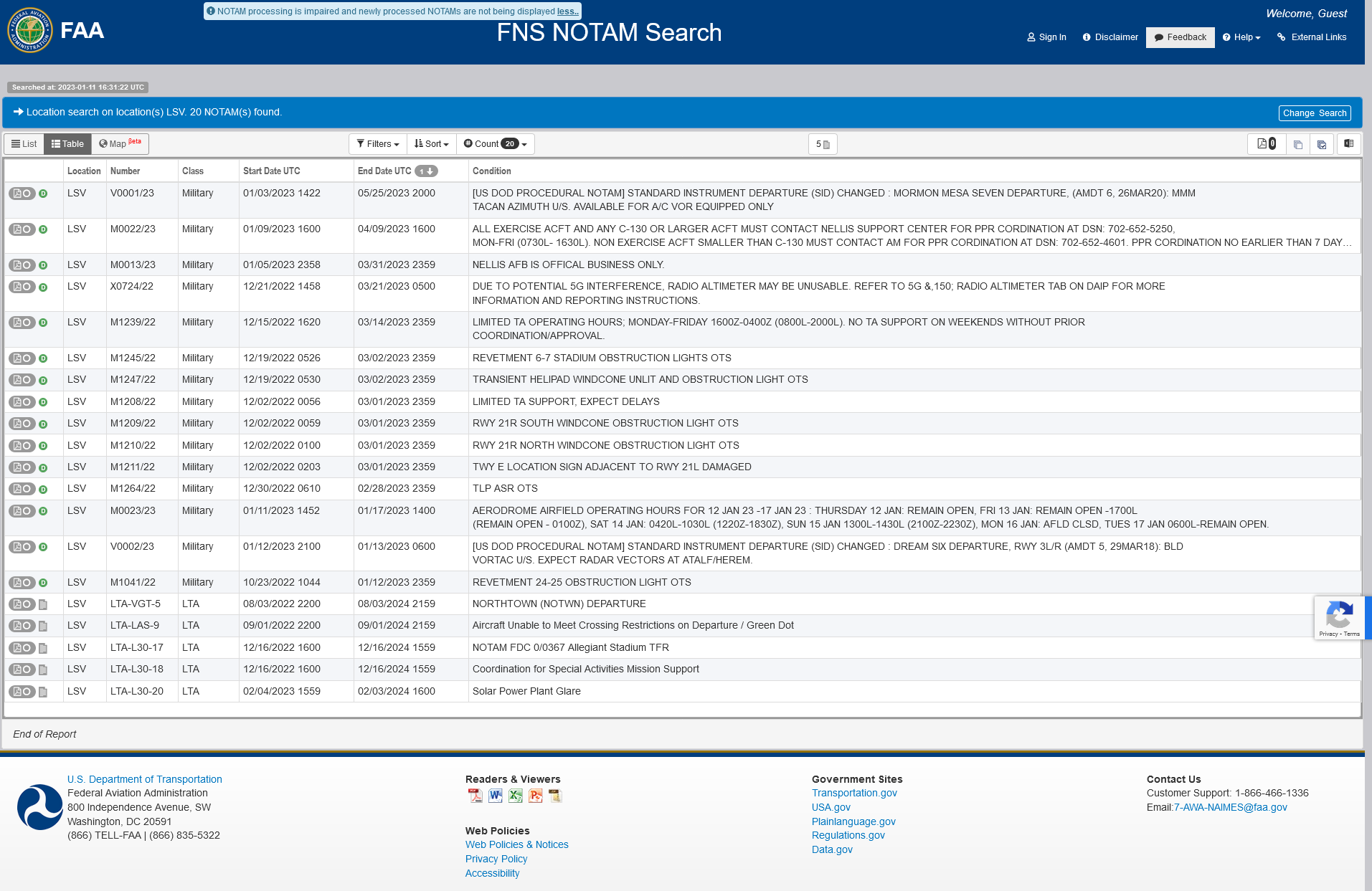
Capture d'écran du site de recherche NOTAM de la FAA, prise lors de la panne du système de la FAA le 11 janvier 2023. Notez l'alerte en haut indiquant que "le traitement des NOTAM est altéré et les NOTAM nouvellement traités ne sont pas affichés".

La panne du système de la Federal Aviation Administration de 2023 aux États-Unis est survenue le 11 janvier 2023 lorsque les vols américains ont été cloués au sol ou retardés alors que la Federal Aviation Administration (FAA) s'efforçait de réparer une panne du système,. La FAA a interrompu tous les départs de vols jusqu'à 9 h 0 HE, heure locale.
Les vols déjà en vol ont été autorisés à continuer vers leurs destinations. Vers 8 h 30 HE, les vols commençaient à reprendre les départs.
Il s'agissait de la première fois depuis le 11 septembre 2001 que la FAA émettait un arrêt au sol à l'échelle nationale aux États-Unis.

## Incident
La FAA avait ordonné aux compagnies aériennes de suspendre tous les départs intérieurs après que son système d'avis aux missions aériennes d'alerte pilote se soit déconnecté à 3 h 28 HE, provoquant d'importantes perturbations. Vers 8 h 30 HE, les vols commençaient à reprendre les départs, et l'on[Qui ?] s'attendait à ce que les départs dans d'autres aéroports reprennent à 9 h 0. Cependant, les compagnies aériennes peuvent mettre en œuvre des programmes de retard au sol, ce qui pourrait potentiellement entraîner d'autres problèmes d'horaires.

## Conséquences
Au total, 32 578 vols ont été retardés à l'intérieur, à destination ou en provenance des États-Unis à 8 h 7 HE, et 409 autres à l'intérieur, à destination ou en provenance du pays ont également été annulés.
Après l'incident, les actions des transporteurs américains ont chuté dans les échanges avant commercialisation : Southwest Airlines a baissé de 2,4 %, tandis que Delta Air Lines Inc, United Airlines et American Airlines ont baissé d'environ 1 %.

## Réactions
Le président américain Joe Biden a été informé de la panne du système de la FAA. La Maison Blanche a déclaré qu'il n'y avait aucune preuve d'une cyberattaque liée à la panne du système, mais le président a demandé une enquête.